# Sadler Stacks
Die Sadler Stacks sind Felsvorsprünge im Nordwesten der westantarktischen Seymour-Insel. Sie ragen auf der Südseite des Silent Valley auf.
Polnische Wissenschaftler benannten sie 1999. Namensgeber ist der Sedimentologe Peter M. Sadler vom Institut für Geowissenschaften an der University of California, Riverside.